# سنیا پوپوا
سنیا پوپوا (به انگلیسی: Ksenia Popova) (زادهٔ ۱۹۸۸) شناگر اهل روسیه است.